# Fyodor Vasilyevich Tokarev
Fyodor Vasilyevich Tokarev (tiếng Nga: Фёдор Васи́льевич То́карев; 14 tháng 6 năm 1871 – 6 tháng 3 năm 1968) là một nhà thiết kế vũ khí người Nga, đại biểu của Xô viết Tối cao từ năm 1941 đến năm 1950. Thế giới biết đến ông thông qua vai trò là người thiết kế súng tự động Tokarev TT-30 và TT-33 và súng trường Tokarev SVT-38 - SVT-40, cả hai loại đều được sản xuất với số lượng lớn trong Chiến tranh Xô-Đức. Ông được trao huân chương Anh hùng Lao động Chủ nghĩa Xã hội năm 1940.